# 臺灣文庫
台灣文庫，成立於1901年，是日治時代台灣第一座公共圖書館，也被視為目前國立臺灣圖書館最早的前身。
台灣自清代以來就有大家世族的私人藏書，不過並未對外開放。1898年，當時的台灣日報記者栃內正六，動了創立圖書館的念頭。該報社社長守屋善兵衛大為贊同，並且聲明願意提供其本身所藏圖書以資贊助。於是官民多人在民政長官後藤新平官邸開了「台北圖書館發起人會」。當時之發起人共有官民：石塚英藏、藤田嗣章、堀內文次郎、松岡辨、木村匡、町田則文、栃內正六、草場謹三郎、守屋善兵衛、木下新三郎、大島邦太郎、兒玉善八等八位。他們認為，台灣當時民智未開，公共道德落後；要矯正弊端，必須由研究自修開始。「所謂研究自修途徑，唯有設置公共圖書館，也別無他途」。於是會中議決通過「創辦圖書館案」，並於隔年以慶祝日本皇太子嘉仁之名義，向民眾捐募基金、現款、圖書，其中一部份書籍，為日後創立石坂文庫的石坂莊作所贈與，石坂莊作也被稱為國立臺灣圖書館的開山祖師。1901年，台灣文庫在淡水館正式開幕。
台灣文庫一開始藏書有6000餘冊，後擴展至一萬多冊。台灣文庫為了維持圖書館的正常運作，援引日本圖書館舊例，訂出了普通及特別閱覽的收費標準，收費金額分別為三錢、五錢，士兵與巡察（警察）半價優惠。不過因為台灣當時的生活水準普遍低落，因此利用率不高。1901年全年，台灣文庫的閱覽人數1680人；1902年全年更降到762人，平均每天只有2個人到館。加上日後的「市區改正」及房屋腐朽，1906年8月16日淡水館被拆除，「臺灣文庫」關閉，圖書移交「東洋協會臺灣支部」來保管。該批圖書本來收藏在新公園中的「天后宮」，後來移動到大稻埕六館街板橋富豪林本源商號所有之房屋內，日後為臺灣總督府圖書館接收。目前剩餘約三千冊的圖書，由國立臺灣圖書館保管，為重要的日治時代史料。